# Джентилли (тауншип, Миннесота)
Джентилли (англ. Gentilly) — тауншип в округе Полк, Миннесота, США. На 2000 год его население составило 319 человек.

## География
По данным Бюро переписи населения США площадь тауншипа составляет 82,9 км², из которых 82,9 км² занимает суша, водоёмов нет.

## Демография
По данным переписи населения 2000 года здесь находились 319 человек, 115 домохозяйств и 90 семей.  Плотность населения —  3,8 чел./км².  На территории тауншипа расположено 118 построек со средней плотностью 1,4 построек на один квадратный километр. Расовый состав населения: 96,87 % белых, 2,19 % коренных американцев, 0,31 % c Тихоокеанских островов, 0,63 % — других рас США. Испанцы или латиноамериканцы любой расы составляли 2,82 % от популяции тауншипа.
Из 115 домохозяйств в 38,3 % воспитывались дети до 18 лет, в 72,2 % проживали супружеские пары, в 6,1 % проживали незамужние женщины и в 21,7 % домохозяйств проживали несемейные люди. 17,4 % домохозяйств состояли из одного человека, при том 5,2 % из — одиноких пожилых людей старше 65 лет. Средний размер домохозяйства — 2,77, а семьи — 3,11 человека.
31,7 % населения — младше 18 лет, 6,9 % — в возрасте от 18 до 24 лет, 28,5 % — от 25 до 44, 21,6 % — от 45 до 64, и 11,3 % — старше 65 лет. Средний возраст — 35 лет. На каждые 100 женщин приходилось 89,9 мужчин.  На каждые 100 женщин старше 18 приходилось 107,6 мужчин.
Средний годовой доход домохозяйства составлял 34 583 доллара, а средний годовой доход семьи —  46 058 долларов. Средний доход мужчин —  28 333  доллара, в то время как у женщин — 20 625. Доход на душу населения составил 15 313 долларов. За чертой бедности находились 2,2 % семей и 7,3 % всего населения тауншипа.